# Frits Flinkevleugel
Frits Flinkevleugel (Amszterdam, 1939. november 3. – 2020. április 10.) válogatott holland labdarúgó, hátvéd.

## Pályafutása
1958 és 1972 között a DWS, 1972 és 1977 között az FC Amsterdam labdarúgója volt. A DWS-szel egy holland bajnoki címet nyert.
1964 és 1967 között 11 alkalommal szerepelt a holland válogatottban.

## Sikerei, díjai
DWS
- Holland bajnokság
  - bajnok: 1963–64